# Renaixement nacional txec
El Renaixement nacional txec (en txec České národní obrození) és un moviment cultural nascut als països txecs als segles xviii xix. L'objectiu del moviment és de fer renéixer la llengua, la cultura i la identitat nacional txeques. Les personalitats més preeminents del moviment són Josef Dobrovský i Josef Jungmann.

## Context
De resultes de la batalla de la Muntanya Blanca en 1620, els països txecs experimenten la política de germanització dels Habsburg. El txec és més o menys eliminat de l'administració, de la literatura, de les escoles, de la universitat Carolina de Praga i al si de les classes superiors. Els llibres escrits en txec són cremats i tota publicació en txec és considerada com a herètica pels jesuïtes. La llengua txeca és reduïda a un mitjà de comunicació entre els pagesos, molt sovint illetrats. És per això què el moviment de Renaixement poua la seva inspiració entre els txecs ordinaris del camp.

## Esdeveniments notables
Josef Dobrovský publica la seva Gramàtica txeca en 1809. Josef Jungmann publica el seu Diccionari txec-alemany en cinc volums entre 1834 i 1839.
Aquestes obres lexicogràfiques exerceixen una influència important sobre l'evolució de la llengua txeca. Jungmann combina el vocabulari del període de la Bíblia de Kralice (1579-1613) amb la llengua utilitzada pels seus contemporanis. Pren a altres llengües eslaves paraules que no existeixen (o més) en txec i crea un cert nombre de neologismes. Jungman inspira igualment el desenvolupament d'un llenguatge científic txec, el que fa possible el desenvolupament d'una recerca txeca original.
Un episodi menys gloriós, però revelador d'aquesta tornada a les fonts de la llengua, el descobriment fortuït dels manuscrits de Dvůr Kralové i Zelená Hora, en 1817, alimenta un debat intel·lectual durant tot el segle xix. Es tracta dels més antics manuscrits coneguts en llengua txeca ? O falses lluentors ? Emblemàtics del moviment del Renaixement nacional txec, no és fortuït que la polèmica disminueixi amb aquesta, la fi del segle i l'adveniment de la burgesia txeca als llocs claus de l'administració del país.
El 1862 contempla, sota l'impuls de Miroslav Tyrš, el naixement de l'associació gimnàstica nacionalista Sokol.
Amb el renaixement de la llengua, la cultura txeca refloreix. S'estableixen institucions txeques per celebrar la història i la cultura txeques. El Teatre nacional obre les portes en 1883, i el Museu nacional en 1890.
La lluita cultural no sabria evitar el terreny educatiu. S'estableix progressivament un professorat txec al si de la Universitat Carolina de Praga: en 1863, sobre els 187 cursos impartits, 22 ho són en txec, la resta ho són en alemany. En 1882, seguint la pressió de la burgesia txeca ascendent i del reforç del sentiment nacional, la universitat (llavors dita Carolo-Ferdinandea) és dividida en dues entitats, l'una txeca, l'altra alemanya, totalment independents una de l'altra. El 1909, el nombre d'estudiants de la Karlo-Ferdinandova univerzita arriba a 4.300, mentre que els de la Karl-Ferdinand Universität és de 1.800.

## Conseqüències
A conseqüència d'aquests esforços patriòtics, el txec ha trobat un ús oficial als països txecs, i és ara utilitzat per la majoria dels txecs. És avui llengua oficial a la República Txeca i a la Unió Europea, mentre que abans del Renaixement nacional txec, aquesta llengua corria el risc de desaparèixer en benefici de l'alemany.